# Новости дня (газета)
«Новости дня» — ежедневная общественно-политическая и литературная газета, выходившая в Москве в 1883—1906 годах (издатель Абрам Липскеров).
Издание, входившее в кластер так называемой «малой прессы» и имевшее поначалу невысокие тиражи, со временем расширило читательскую аудиторию за счёт рекламных объявлений. Для газеты писали фельетонист Влас Дорошевич, драматург Илья Гурлянд, писатель Василий Немирович-Данченко, публицист Александр Амфитеатров, журналист Семён Кугульский; Чехов опубликовал на страницах «Новостей дня» свою раннюю повесть «Драма на охоте».

## Редакция

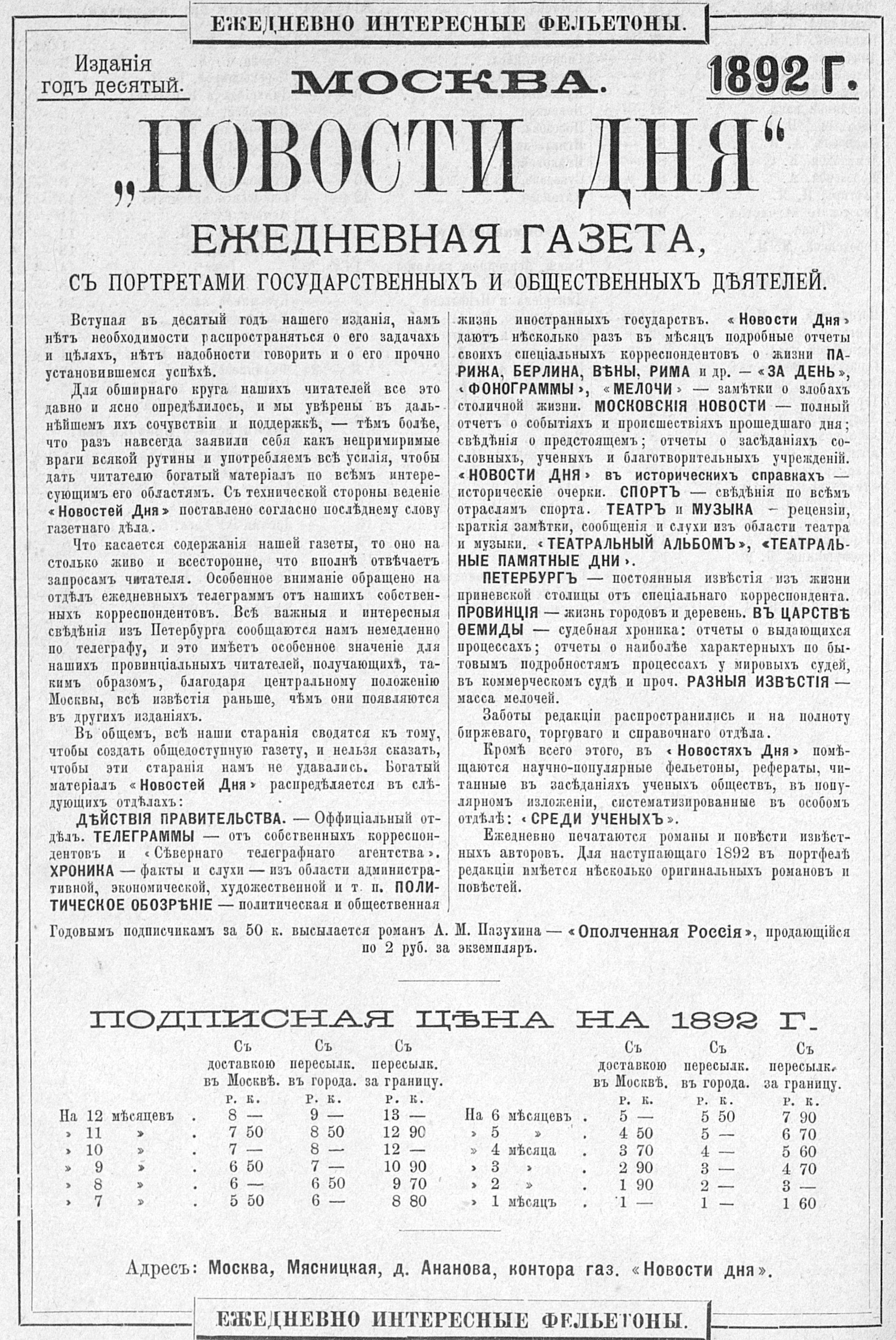
Реклама газеты. 1892

По свидетельству Владимира Гиляровского, на первых порах штат редакции состоял из редактора А. И. Соколовой (матери Власа Дорошевича) и нескольких сотрудников, которым издатель почти не платил наличными: вместо гонорара он предлагал корреспондентам приобретать товар в магазине готового платья Аронтрихера, с которым у Липскерова имелся договор на публикацию объявлений. Вывески у газеты не было; небольшая контора размещалась в цокольном этаже того же дома, где проживал издатель (угол Тверской и Газетного переулка).
Растущие долги перед типографиями и поставщиками бумаги привели к тому, что газетой заинтересовались судебные приставы. Липскерову удалось рассчитаться с кредиторами с помощью знакомого «немца-типографщика», одолжившего 7000 рублей.
Вообще ему везло. Затевая издание газеты, он не задавался никакими высокими идеями, а смотрел на газету как на коммерческое дело с целью разбогатеть по примеру Н. И. Пастухова, а что писалось в газете, его занимало мало.

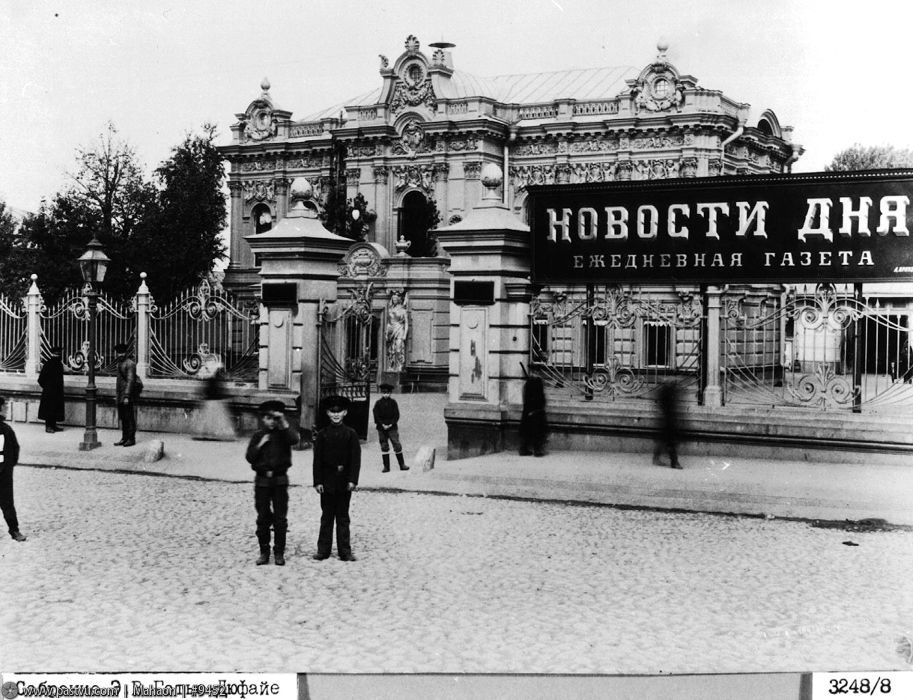
Редакция газеты «Новости дня». 1900

После ухода Соколовой в «Московский листок» кресло редактора «Новостей дня» занял А. П. Лансберг, пригласивший в газету новых авторов, материалы которых позволили расширить читательскую аудиторию. Среди них выделялись Илья Гурлянд (Арсений Гуров), публиковавший острые статьи на актуальные темы, и Влас Дорошевич, запомнившийся своими фельетонами. Появившийся в редакции молодой репортёр Семён Кугульский предложил внедрить новый для российской прессы способ обогащения — «„пюблисити“, то есть рекламу в тексте за большую плату»; свежий маркетинговый ход оказался эффективным: финансовое положение издания значительно улучшилось.
На рубеже XIX—XX веков Липскеров владел уже несколькими газетами; контора и редакция «Новостей дня» переехали в доходный дом Московского купеческого общества, а их владелец приобрёл для себя особняк в районе Красных Ворот. На раутах, устраиваемых издателем, присутствовали Фёдор Шаляпин, Мария Ермолова, Анастасия Вяльцева; попасть на вечера к Липскерову стремились и начинающие актёры.

## Тематическая направленность
- Помещица Анфиса Чубукова
- Гейне с Мясницкой
- Свирепый юморист
- Дон Пэдро
- Комик XIX столетия
- Антикварий
- Скучающий  россиянин
- Мефистофель
- Московский праздношатай[6]

При подготовке прошения об издании Липскеров составил список тем, которые планировал разрабатывать в «Новостях дня». По его замыслу, лидирующее место в содержании газеты должны были занимать судебные истории, фельетоны, телеграммы; про раздел «Статьи» издатель забыл, и этот жанр журналистики так и остался вне сферы его интересов.
В процессе деятельности обнаружилось, что четверть газетных площадей в «Новостях дня» отведена публикациям повестей и романов «с продолжением». Следующая по значимости тема, развиваемая редакцией, была связана с судебными очерками и хроникой городских происшествий. Для того чтобы опередить конкурентов и первыми предложить читателям новость о пожаре, краже или убийстве, издание организовало службу репортёров, которые практически не появлялись в конторе: они весь день перемещались по Москве в поисках «скандально-сенсационных» новостей.
Достаточно обширным был раздел справочной информации: в «Новостях дня» печатались расписания поездов, театральная афиша, результаты скачек на ипподроме, информация о предстоящих судебных тяжбах. Далее шли телеграммы из разных регионов России, а также из-за рубежа; Липскеров мечтал о создании собственных корреспондентских пунктов в других городах, однако основать такую сеть не сумел.
Аналитические материалы в «Новостях дня» занимали незначительную часть площадей — не более 7 %. К числу регулярных газетных рубрик относились «Провинция», «Спорт», «В царстве Фемиды», «Театр и музыка», «Кунсткамера». Незадолго до закрытия издания (1906) появился новый раздел «В партиях», в котором с явной симпатией освещалась деятельность конституционных демократов.
Особое внимание уделялось интонации: о любом событии следовало рассказывать игриво и беззаботно.
Это был шутливый тон эпохи, притворявшейся, что ей очень весело.
В 1890-х годах газетой, которую конкуренты поначалу расценивали как «бульварное чтиво» для малообразованных слоёв населения, стали интересоваться представители интеллигенции, театралы и «цивилизованное купечество».

## Чехов и «Новости дня»
Первый рассказ, который Чехов передал в «Новости дня», назывался «Экзамен»; он появился на страницах газеты в конце 1883 года. Затем в течение двух лет издание небольшими фрагментами публиковало повесть Чехова «Драма на охоте» за подписью «Антоша Чехонте» (в первых трёх номерах) и «А. Чехонте» (в последующих). Согласно предварительной договорённости, автор должен был еженедельно получать за своё произведение гонорар — три рубля, однако Липскеров постоянно задерживал выплаты, ссылаясь на отсутствие денег. Вместо них он предлагал Чехову взять театральные билеты или сшить новые брюки в магазине Аронтрихера.
Назвав в письме брату Михаилу газету Липскерова «пакостями дня», Чехов имел в виду ту информацию о себе, которая периодически появлялась на её страницах. По данным члена Чеховской комиссии РАН Маргариты Горячевой, в период с 1883 по 1904 год фамилия писателя упоминалась в «Новостях дня» 570 раз, в том числе «в рубриках шутливого, юмористического плана». Особого внимания Чехов удостоился после возвращения с острова Сахалин:
А. П. Чехов «из дальних странствий» возвращается в Москву. Интересно знать, что он привезёт с собой: цибик ли чаю для знакомых, или седых бобров на шубы, или же роман из жизни каторжных. Мы ничего не имеем против шубы для родственников, но в интересах русской литературы желаем романа.
Кроме того, чеховская тема нашла своё отражение в стихотворной рубрике «Страничка из письма», которая появилась в 1894 году (её автор — поэт Леонид Мунштейн — скрывался под псевдонимом Lolo). Писателю были посвящены десятки стихотворных рецензий, в которых упоминалось о рассказах «Крыжовник», «Невеста», «Человек в футляре», а также постановках «Чайки» и «Вишнёвого сада» на сцене Художественного театра. В ответ на претензии друзей Чехова, недовольных легковесным стилем неизвестного автора, Lolo отвечал, что «Никто не пел о нём с такой / Больной любовью и тоской».